# Transports dans la Seine-Maritime
Les transports dans le département français de la Seine-Maritime sont caractérisés par le rôle majeur joué par la Seine, à la fois axe de circulation et obstacle aux communications la traversant, et par l'importance du port du Havre, l'une des principales portes d'entrée du territoire français. Si le trafic échangé avec l'Île-de-France est dense, la proximité de celle-ci explique que le département soit relativement mal desservi par les transports de voyageurs de longue distance, les Seinomarins devant généralement se rendre dans la capitale pour prendre un avion ou un TGV.

## Transport routier

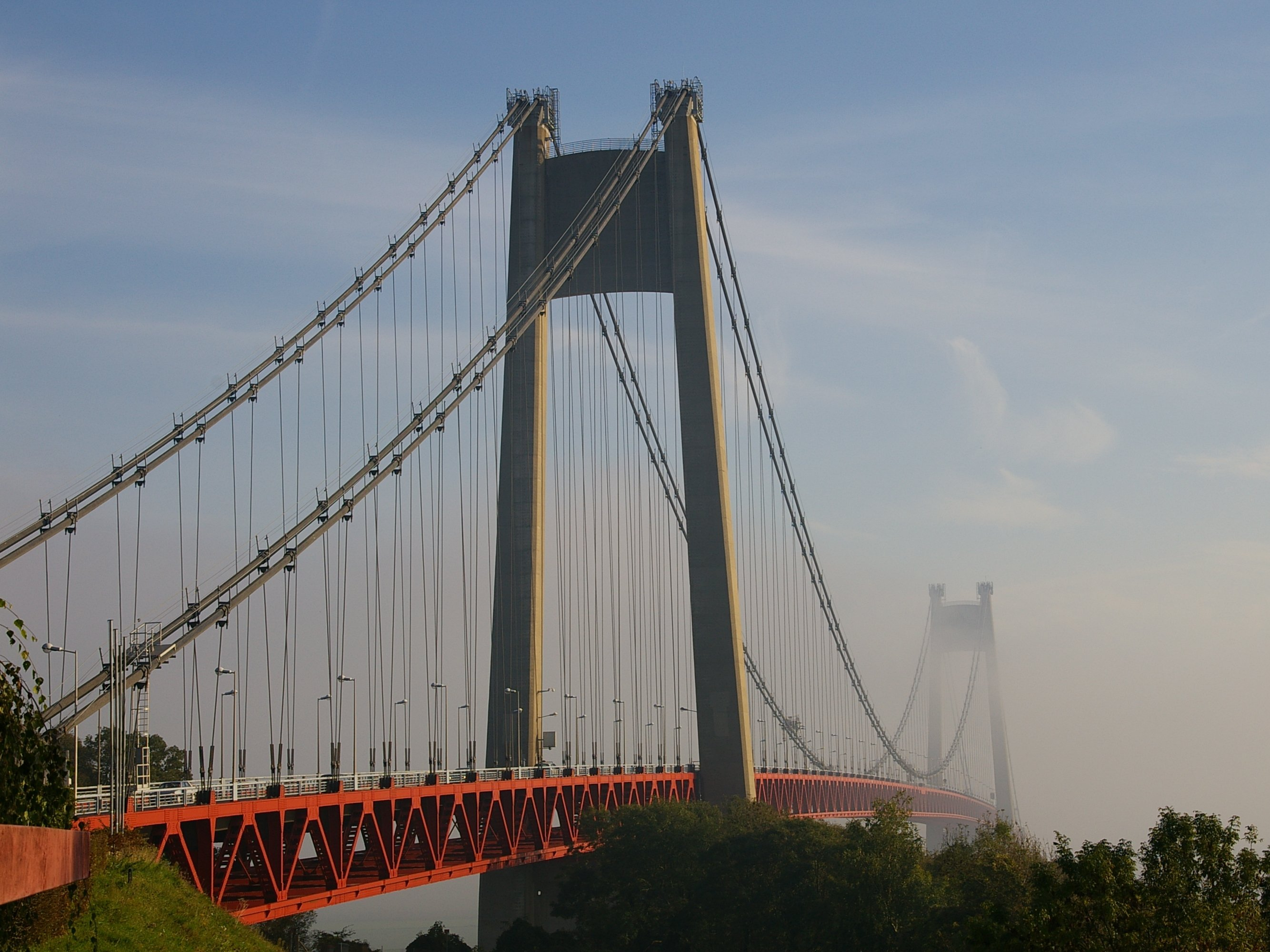
Le pont de Tancarville a été, de son ouverture en 1959 à celle du pont de Normandie en 1995, le dernier pont sur la Seine.

### Infrastructures routières
L'autoroute A13, qui relie Paris à Caen par Elbeuf et Rouen, constitue la colonne vertébrale des infrastructures routières normandes, bien qu'elle ne pénètre que brièvement en Seine-Maritime, avec plus de 90 000 véhicules/jour sur la section la plus chargée. L'autoroute A131, antenne de celle-ci, permet d'atteindre Le Havre en traversant le pont de Tancarville.
L'autoroute A28, qui fait partie du grand contournement de Paris et relie Tours et Le Mans aux Hauts-de-France en passant par Rouen, possède un trafic plus faible, jusqu'à 31 000 véhicules/jour. Cette autoroute s'interrompt au niveau de l'agglomération de Rouen, où la création d'un contournement autoroutier (A133-A134) est projetée.
L'autoroute A29 possède des usages diversifiés, à la fois itinéraire complémentaire de l'A28 pour les échanges Normandie / Hauts-de-France, accès au Havre depuis la Basse-Normandie par le pont de Normandie, et liaison Rouen - Le Havre avec son antenne l'A150.
L'A151, et la route nationale 27 qui la prolonge en voie rapide, relient Rouen à Dieppe.

### Transport collectif de voyageurs
La Seine-Maritime est desservie par le réseau régional de transport routier Nomad, qui exploite 30 lignes régulières dans le département.

## Transport ferroviaire

### Historique

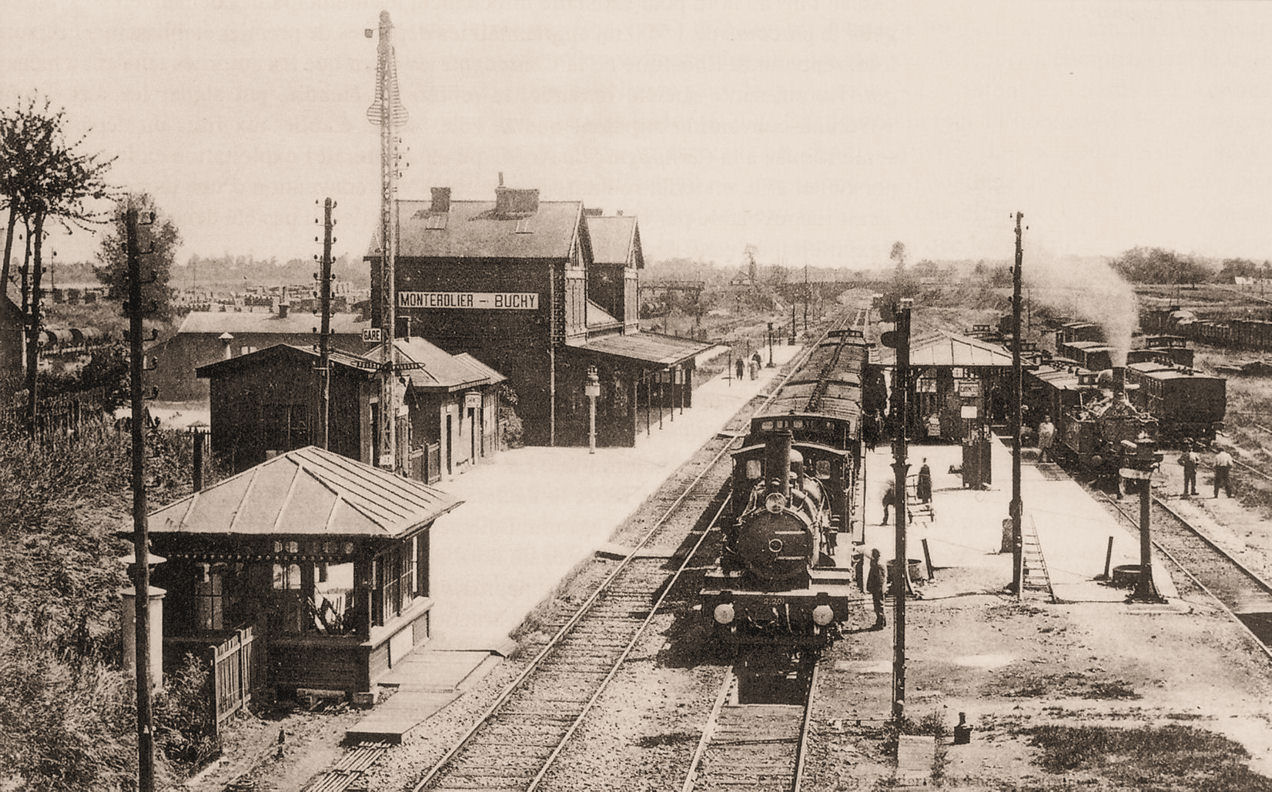
La gare de Montérolier - Buchy au début du XXe siècle.

La ligne de Paris-Saint-Lazare au Havre est l'une des premières ouvertes en France, en 1843 de Paris à Rouen et en  1847 de Rouen au Havre. Le réseau d’intérêt général a été développé dans le département par la Compagnie des chemins de fer de l'Ouest, et dans une moindre mesure par la Compagnie des chemins de fer du Nord. À la fin du XIXe siècle, le chemin de fer d’intérêt général atteignait la plupart des villes et bourgs du département dont Barentin, Caudebec-en-Caux, Dieppe, Étretat, Eu, Fécamp, Gournay-en-Bray, Le Havre, Lillebonne, Neufchâtel-en-Bray, Rouen, Saint-Valery-en-Caux et Yvetot. Les principales lignes (ligne de Paris-Saint-Lazare au Havre, ligne de Saint-Roch (Amiens) à Darnétal-Bifurcation (Rouen), ligne de Malaunay - Le Houlme (Rouen) à Dieppe et ligne de Serquigny (Bernay sur la ligne Paris-Cherbourg) à Oissel (Rouen)) étaient à double voie, les autres et en particulier le dense réseau desservant les côtes du pays de Caux étaient à voie unique.
Dès la fin du XIXe siècle et tout au long du XXe siècle, un important réseau de voies portuaires se met par ailleurs en place dans les ports de Rouen et Le Havre.
La Seine-Maritime a également été desservie à partir de 1900 par un réseau épars de quelques lignes de chemin de fer d’intérêt local, exploité par le Chemin de fer de Normandie, la Société générale des chemins de fer économiques (extension de son réseau de la Somme) et la Compagnie des chemins de fer du Nord (ligne de Montérolier - Buchy à Saint-Saëns à écartement standard). Ce réseau a disparu après la Seconde Guerre mondiale. Des tramways ruraux, ni vraiment chemin de fer d'intérêt local ni transport urbain (tramway de Saint-Romain-de-Colbosc et tramway du Trianon au  sud de Rouen), ont connu une brève existence au début du siècle.
Comme ailleurs en France, beaucoup de lignes d'intérêt général ont fermé, parfois dès les années 1930 et sinon pendant les Trente Glorieuses. En 1967, la ligne de Paris-Saint-Lazare au Havre est électrifiée, suivie en 1984 de la ligne de Saint-Roch (Amiens) à Darnétal-Bifurcation (Rouen). Depuis, les infrastructures ferroviaires du département ont peu changé : le projet d'une ligne nouvelle Paris - Normandie revient régulièrement sur la table mais est freiné par son manque de rentabilité lié à la faible distance entre Paris et les villes desservies.
|                                             |
| Le réseau ferroviaire à son apogée en 1930. |

|                                     |
| Le réseau ferroviaire de nos jours. |

|                                                    |
| Carte animée de l’évolution du réseau ferroviaire. |

### Situation actuelle

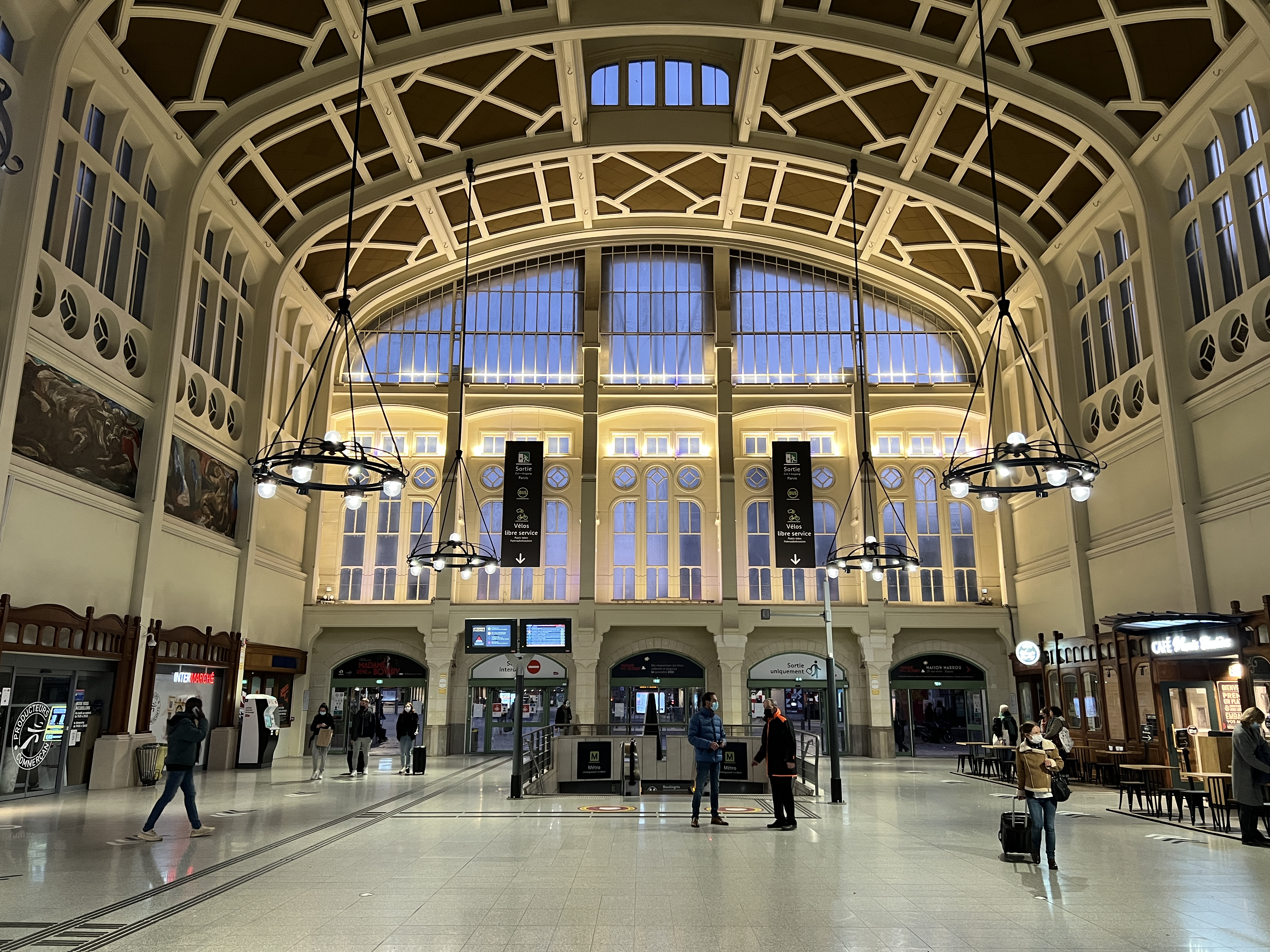
La gare de Rouen-Rive-Droite.

La principale gare de voyageurs est celle de Rouen-Rive-Droite avec une fréquentation annuelle de 6 434 000 voyageurs en 2019, suivi de loin par celle du Havre (1 846 000 voyageurs).
Le principal axe ferroviaire du département est la ligne de Paris-Saint-Lazare au Havre, qui dessert notamment Rouen et Le Havre. Les lignes de Malaunay - Le Houlme (Rouen) à Dieppe, de Bréauté - Beuzeville à Fécamp et du Havre-Graville à Tourville-les-Ifs ont un rôle d'antenne de cet axe principal avec un trafic essentiellement local.
Les lignes de Saint-Roch (Amiens) à Darnétal-Bifurcation (Rouen) et de Serquigny (Bernay sur la ligne Paris-Cherbourg) à Oissel (Rouen) sont des transversales avec un trafic voyageurs relativement faible, même si la seconde se développe sous l'action de la région Normandie (liaison Rouen - Elbeuf - Caen).
Enfin, deux lignes qui avaient fermé ont rouvert grâce à l'action des pouvoirs publics : la ligne de Saint-Denis à Dieppe (rouverte en 2013 puis électrifiée en 2021 entre Gisors et Serqueux, la ligne restant fermée au-delà de Serqueux) et la ligne de Montérolier - Buchy à Motteville (rouverte et électrifiée en 2008 uniquement pour le fret). La ligne d'Épinay - Villetaneuse au Tréport - Mers, bien que n'ayant jamais été fermée (sauf pour travaux), est dans une situation comparable, ayant été « sauvée » par d'importants travaux (2018-2020) financés par les conseils régionaux concernés.
Ces lignes sont parcourues quasi-exclusivement par des trains Nomad (TER Normandie) et des trains de fret (dont le trafic est significatif grâce aux ports de Rouen et Le Havre). À l'exception d'un aller-retour TGV quotidien vers Lyon et Marseille, les gares de Rouen et Le Havre sont parmi les plus grandes gares de France à n'être desservies par aucun train Grandes Lignes.

## Transport maritime et fluvial

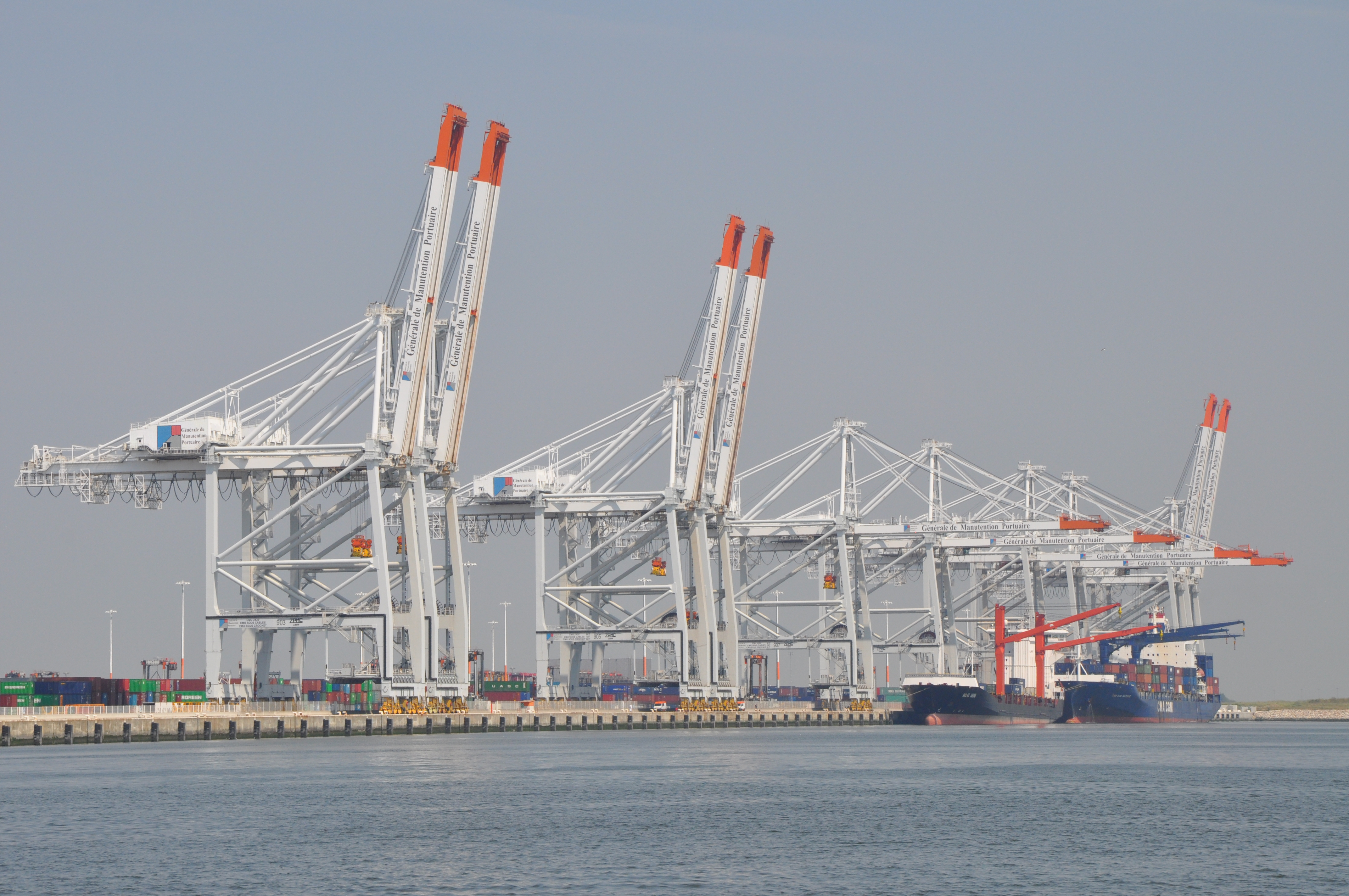
Le terminal à conteneurs de Port 2000 dans le grand port maritime du Havre.

La Seine est navigable par les seuls navires fluviaux ou fluvio-maritimes jusqu'à Rouen (classe V CEMT), puis par les navires tant fluviaux que maritimes de Rouen au Havre (directement en classe VII ou via le canal de Tancarville en classe V).
La Seine-Maritime compte deux ports majeurs, le grand port maritime du Havre (2e port français par le tonnage) et le grand port maritime de Rouen (5e), administrativement réunis depuis 2021 dans le grand port fluviomaritime de l'axe Seine. Le trafic du port du Havre, jadis point de départ des paquebots transatlantiques, est aujourd'hui particulièrement important dans le domaine des conteneurs et des hydrocarbures, tandis que celui de Rouen est en grande partie orienté vers les céréales. L'importance de ces deux ports a une influence considérable sur l'économie et la physionomie du département : de nombreuses activités industrielles se sont installées dans l'enceinte ou à proximité de ces deux ports, d'importants aménagements ont été réalisés pour les agrandissements successifs du port du Havre, et les deux ports sont parcourus par un dense réseau de routes et de voies ferrées portuaires.
Les villes situées le long de la côte de la Manche sont pour la plupart des ports ; si la plaisance et la pêche se maintiennent dans plusieurs d'entre elles, seule Dieppe possède encore un important port de commerce.

## Transport aérien
Le département possède deux aéroports, Rouen Vallée de Seine et Le Havre-Octeville. Ces aéroports ont un trafic très faible (aucune ligne commerciale régulière), sans commune mesure avec l'importance des métropoles qu'ils desservent, ce qui s'explique notamment par la proximité de l'Île-de-France et de ses aéroports (Paris-Charles-de-Gaulle et Paris-Orly).
Le département compte en outre quatre aérodromes, Dieppe - Saint-Aubin, Eu - Mers - Le Tréport, Le Havre - Saint-Romain-de-Colbosc et Saint-Valery - Vittefleur.

## Transports en commun urbains et périurbains

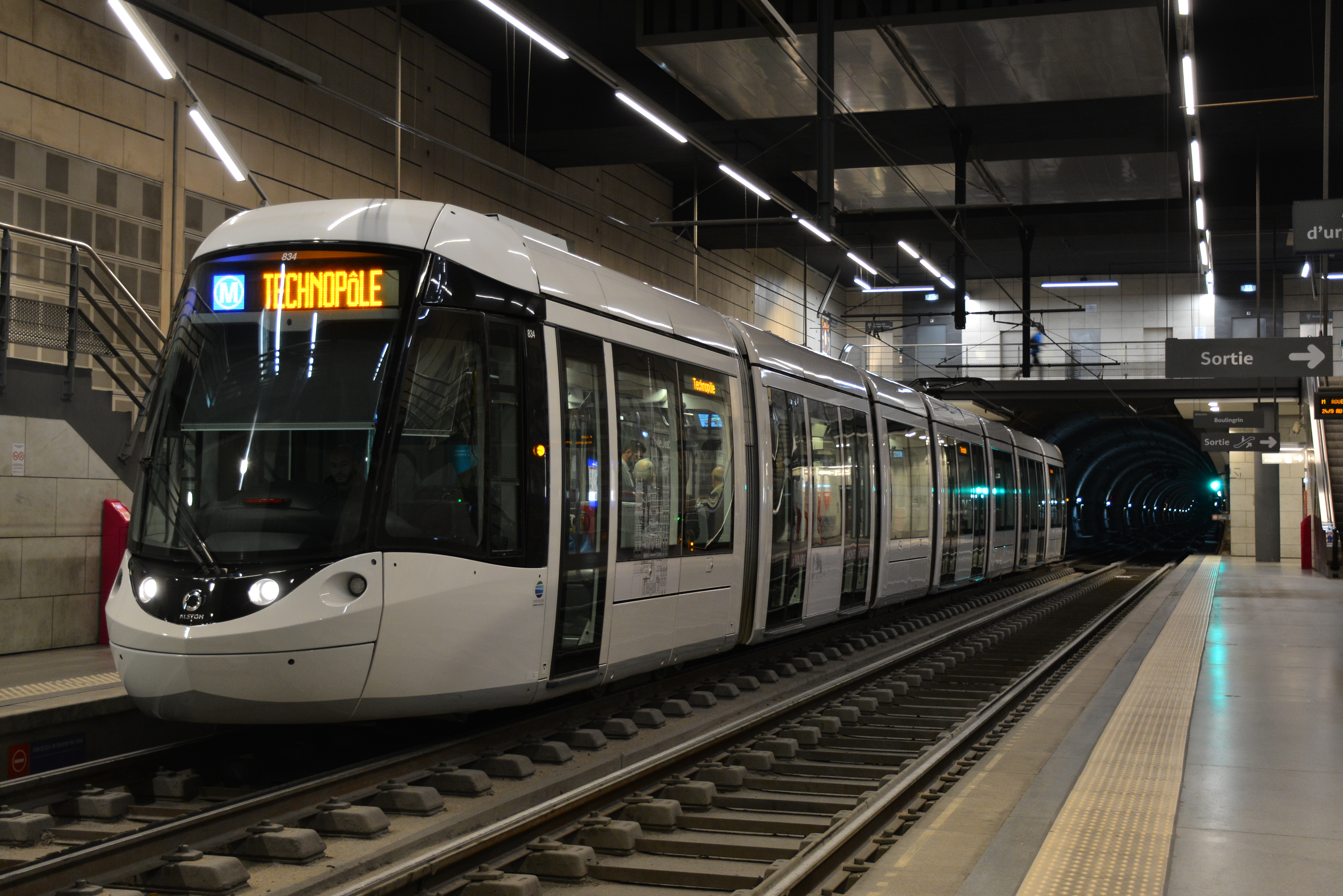
Une rame Citadis 302 dans une station souterraine du tramway de Rouen.

La métropole Rouen Normandie, Le Havre Seine Métropole, Caux Seine Agglo, la Communauté d'agglomération de la Région Dieppoise, Fécamp Caux Littoral Agglomération, la communauté de communes Caux-Austreberthe et la commune d'Yvetot sont autorités organisatrices de la mobilité sur leur territoire et organisent des services de transport dans leur ressort territorial.
Les principaux réseaux sont le réseau Astuce à Rouen et le réseau LiA au Havre. Ces deux réseaux comportent des tramways (deux lignes comportant un long tronc commun au Havre et une ligne à deux branches qualifiée localement de « métro » à Rouen), de nombreuses lignes d'autobus dont certaines à haut niveau de service (TEOR à Rouen et ChronoLiA au Havre), du transport à la demande, des services réservés aux personnes à mobilité réduite, et, dans le cas du Havre, un funiculaire.
Rouen et Le Havre avaient déjà possédé d'importants réseaux de tramway, de 1877 à 1853 pour Rouen et de 1874 à 1951 pour Le Havre.

## Modes actifs
Le département est traversé par plusieurs voies vertes, véloroutes et sentiers de grande randonnée. En particulier, la Seine à vélo suit le cours du fleuve de Paris à la mer, avec une option par rive après Rouen. Les autres axes cyclables sont la Vélomaritime, la Véloroute du lin, la Vélocauchoise, et la véloroute "entre Seine et mer à vélo".